# 慕洧
慕洧（？—1141年），北宋、西夏将领，党项族。
慕洧本是环州豪族，在宋朝环庆路担任统制官。1130年（宋高宗建炎四年、夏崇宗正德四年），宋金富平之战后，环庆经略使赵哲被杀，慕洧从庆阳叛逃西夏。次年，金朝将领撒里喝攻克庆阳，攻取环州，他又归降金朝，被任命为熙河经略使。1139年（宋高宗绍兴九年），宋金议和，金朝归还南宋陕西河南之地，慕洧按照和议应该留在关中等候宋朝接收，他害怕宋朝追究他的责任，于是率军攻打宋兵，被南宋泾原路经略使张中彦击败，逃到西夏，西夏以他为山讹首领，官至枢密使。1141年（夏仁宗大庆二年）四月，攻克新泉，攻打会州，被宋朝将领朱勇击败，宋朝宣抚使胡世将劝他忠义，六月，金朝背盟再攻关陕，他又要带着全族归顺金朝，经过灵州时，被西夏守边巡逻杀死。